# アカエリツミ
アカエリツミ（学名：Accipiter cirrocephalus）は、タカ目タカ科に分類される鳥類の一種。オーストラリア、ニューギニア島、および近隣の小島に生息する小型の猛禽類で、主に小鳥を捕食する。わずかな眉弓と細い足が特徴である。中指の最後の節は、他の指の爪よりも突き出ている。

## 分布と生息地
オーストラリア、タスマニア島、ニューギニア島に広く分布しており、乾燥した砂漠を除き、都市部などを含むほぼすべての場所に生息する。分布は広いが、一般的に珍しい種である。普通留鳥であるが、部分的に渡りをする可能性があり、その移動についてはあまり知られていない。

## 形態
雌の方が大型で、体長は雄で約29cm、雌で約39cmに達し、尾長は体長の半分程度である。翼開長は雄で約55cm、雌で約78cmに達し、体重は平均して雄で126g、雌で218gである。小型だが体格は良く、翼は丸く、尾は長く四角であり、目は黄色く、脚は長い。成鳥は背面が青灰色で、茶色がかることもある。頸部は栗色で、腹側は乳白色で赤褐色の横斑がある。下翼と尾には細かい縞模様がある。嘴はクリーム色からオリーブ色で、虹彩と脚は黄色である。幼鳥は背面が茶色で、頭部と首筋に淡い縞模様があり、背中と翼の羽毛の縁は細かい赤褐色である。腹面は白く、胸には濃い茶色の縞模様が、腹には粗い茶色の縞模様がある。翼の下部と尾には細かい縞模様がある。嘴はクリーム色から緑がかった黄色、虹彩は茶色から淡黄色、脚は淡黄色である。静止時は翼の先端は尾羽の先端を超えない。

## 生態

### 摂餌
主に小鳥を捕食し、記録上ではレンジャクバトやマダラニワシドリが獲物となった鳥の中で最も大きい。昆虫、トカゲ、小型哺乳類(コウモリなど)も捕食する。狩りの際は奇襲を行い、飛行しながら獲物を狩ったり、木々の間から飛び出して不意に攻撃を行う。獲物の体重は通常100 g未満だが、200 gを超えることもある。葉に隠れた位置から短時間で狩りをし、木から木へと短く波打つ飛行を行いながら餌を探す。餌を探す際は低空飛行を行うこともある。

### 繁殖
産卵期は7月から12月で、つがいで巣を作る。巣は直径27 - 32cm、深さ12 - 15cmで、地上4 - 39mの木の枝分かれ部分に作られ、枝で作られた基部に緑の葉が敷き詰められる。産卵数は2 - 5個だが、通常3 - 4個である。抱卵には35日かかり、営巣期間は約28 - 33日である。巣立ち後の依存期間は最大6週間続き、その後幼鳥は分散する。1年で性成熟し、幼鳥の羽毛のまま繁殖することもある。

## 脅威と保全
広く分布し、一般的には珍しいが、熱帯および亜熱帯の森林ではよく見られる。生息地は人里離れており、おそらく十分に記録されていない。大規模な伐採地では個体数が減少している。個体数の減少は、DDTの使用により卵の厚さが2%減少したことと、成鳥を襲い雛を殺す捕食者および競争者であるフエガラスの増加によるものと考えられている。